# Oregon (Ohio)
Oregon ist eine City im Lucas County des US-Bundesstaates Ohio. Das U.S. Census Bureau ermittelte bei der Volkszählung 2020 eine Einwohnerzahl von 19.950.
Es ist ein industrieller Vorort von Toledo und liegt am Eriesee, direkt östlich der Stadt. Oregon ist bekannt für Raffinerien, Kraftwerke und Industrie.

## Demografie
Nach einer Schätzung von 2019 leben in Oregon 20.055 Menschen. Die Bevölkerung teilt sich im selben Jahr auf in 89,4 % Weiße, 2,2 % Afroamerikaner, 0,2 % amerikanische Ureinwohner, 1,3 % Asiaten, 0,1 % Ozeanier, und 4,5 % mit zwei oder mehr Ethnizitäten. Hispanics oder Latinos aller Ethnien machten 7,1 % der Bevölkerung aus. Das mittlere Haushaltseinkommen lag bei 60.078 US-Dollar und die Armutsquote bei 8,5 %.
| Jahr | Einwohner¹ |
| ---- | ---------- |
| 1960 | 13.319     |
| 1970 | 16.563     |
| 1980 | 16.563     |
| 1990 | 18.334     |
| 2000 | 19.355     |
| 2010 | 20.291     |
| 2020 | 19.950     |

¹ 1960 – 2020: Volkszählungsergebnisse

## Persönlichkeiten
- Rod Achter (* 1961), Footballspieler und -trainer